# Ida Minerva Tarbell
Ida Minerva Tarbell, née le 5 novembre 1857 et morte le 6 janvier 1944, est une pédagogue, femme de lettres et journaliste  américaine.
Grande figure du journalisme d'enquête de l’ère progressiste, elle rédigea de nombreux articles et des biographies pour la presse écrite. L’ouvrage qui la rendit célèbre, L’Histoire de la Standard Oil Company, parut en 1904 et figurait encore au cinquième rang en 1999 dans la liste publiée par le New York Times des cent ouvrages les plus marquants du journalisme du XXe siècle.

## Biographie

### Jeunesse et études
Ida Minerva Tarbell est née dans une ferme du comté d'Érié (Pennsylvanie), le 5 novembre 1857. Sa mère était Esther Ann McCullough, une enseignante, et son père Franklin Summer Tarbell, enseignant et menuisier, puis ouvrier du pétrole,. Les ancêtres de son père s'étaient installés en Nouvelle-Angleterre au XVIIe siècle. Selon sa grand-mère, la famille descend de Sir Walter Raleigh, proche de George Washington et premier évêque épiscopalien américain. Tarbell avait trois frères et sœurs plus jeunes : Walter, Franklin Junior et Sarah. Franklin Junior meurt de la scarlatine à un jeune âge, et Sarah, également atteinte, restera physiquement affaiblie tout au long de sa vie. Walter devient un ouvrier du pétrole, comme son père, tandis que Sarah était artiste.
Ida Minerva Tarbell a grandi au milieu des champs pétrolifères de Pennsylvanie, et cela aura un impact puisqu'elle enquêtera plus tard sur la Standard Oil Company et sur ce milieu du pétrole. La panique de 1857 frappe de plein fouet la famille Tarbell : à cause de l'effondrement des banques, les Tarbell perdent leurs économies. Franklin Tarbell part dans l'Iowa pour construire une propriété familiale, mais lorsque Ida naît, il abandonne la construction de la maison, et tente de revenir en Pennsylvanie. Démuni, il traverse à pieds l'Illinois, l'Indiana et l'Ohio, et finance son voyage en enseignant dans des écoles rurales sur son chemin. À son retour, en haillons après 18 mois de voyage, la jeune Ida Tarbell lui aurait dit : « Va-t'en, méchant homme ! ».

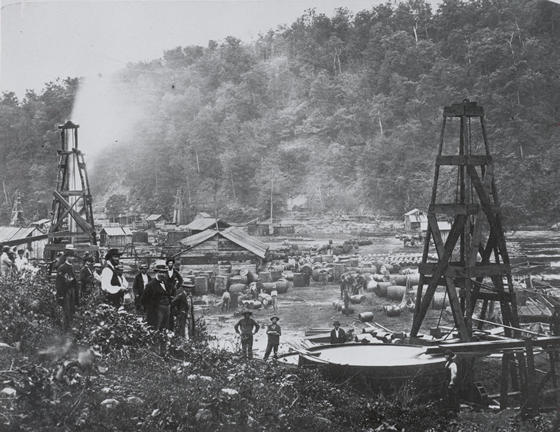
Un des premiers champs de pétrole exploités en Pennsylvannie, vers 1862.

La fortune des Tarbell change à nouveau lors de la ruée vers l'or noir en Pennsylvanie (en) en 1859. Les nouveaux champs pétrolifères exploités bouleversent complètement l'économie locale. Le pétrole, écrit Ida dans son autobiographie, est « un gisement pour les fraudeurs, les escrocs, les profiteurs du vice sous toutes ses formes ». Le père de Tarbell utilisa d'abord ses talents de menuisier pour construire des réservoirs en bois,. La famille vivait dans une cabane avec un atelier pour Franklin, près d'un champ pétrolier comprenant vingt-cinq puits. Le pétrole était partout : dans le sable, les fosses et les flaques. Tarbell écrit à propos de cette expérience : « Aucune industrie humaine, à ses débuts, n'a été plus destructrice de beauté, d'ordre et de décence que la production de pétrole »,.
En 1860, les Tarbell déménagent à Rouseville, où les accidents survenus dans cette ville affectent profondément Ida Tarbell. Ainsi leur voisin et fondateur de la ville, Henry Rouse, fore du pétrole lorsqu'une flamme embrase du gaz naturellement émis par une pompe toute proche. Rouse survit quelques heures, le temps de rédiger son testament et de laisser un million de dollars aux autres colons pour construire des routes. Au total, 18 hommes furent tués, et la mère d'Ida, Esther, s'occupe d'une des victimes brûlées dans leur maison. Tarbell n'est pas autorisée à voir les corps, mais elle réussit à se faufiler dans la pièce où ils attendent d'être enterrées : elle souffrira de cauchemars pour le reste de sa vie.
En 1869, la famille s'installe à Titusville, toujours en Pennsylvanie. Le père de Tarbell construit une maison familiale au 324, Main Street, en utilisant le bois et les menuiseries d'un hôtel abandonné de Pithole,.
Le père de Tarbell devient producteur et raffineur de pétrole dans le comté de Venango. L'entreprise de Franklin Tarbell, ainsi que celles de nombreux autres petits entrepreneurs, est affectée vers 1872 par le projet de la South Improvement Company d'alliance entre les chemins de fer et des groupes pétroliers plus importants. En moins de quatre mois, au cours de ce qui a été connu plus tard sous le nom de « la conquête de Cleveland » ou « le massacre de Cleveland », la Standard Oil absorbe 22 de ses 26 concurrents de Cleveland. Plus tard, Tarbell se rappellera vivement de cet événement dans ses écrits, dans lesquels elle accuse les dirigeants de la Standard Oil Company d'utiliser des tactiques déloyales pour mettre son père et de nombreuses petites compagnies pétrolières hors d'état de nuire,. La South Improvement Company travaillait secrètement avec les chemins de fer pour augmenter les tarifs d'expédition du pétrole pour les pétroliers indépendants. Les membres de la South Improvement Company avaient droit à un rabais. Franklin Tarbell participe à la lutte contre la South Improvement Company en organisant des marches et en renversant des camions-citernes de la Standard Oil. Le gouvernement de Pennsylvanie dissout ensuite la South Improvement Company.
Les Tarbell étaient actifs socialement, n'hésitant pas à recevoir des soutiens à la cause de la prohibition et des suffragettes. La famille d'Ida était abonnée à Harper's Weekly, Harper's Monthly et au New York Tribune ; c'est grâce à ces publications qu'Ida Tarbell suit les événements de la guerre civile. Elle se faufilait également dans le dortoir des ouvriers de la famille pour lire des exemplaires de la Police Gazette, un tabloïd macabre. Sa famille était méthodiste et allait à l'église deux fois par semaine. Esther Tarbell soutenait les droits des femmes et invite des féministes comme Mary Livermore et Frances Willard.
Ida Tarbell est intelligente, mais indisciplinée en classe. Selon ses propres dires, elle était peu attentive et faisait souvent l'école buissonnière jusqu'à ce qu'une enseignante la remette sur le droit chemin : « Ce jour-là, elle m'a dit l'horrible vérité sur moi-même, et je me suis assise là, la regardant droit dans les yeux, trop fière pour montrer le moindre sentiment, mais honteuse comme je ne l'avais jamais été auparavant et comme je ne l'ai jamais été depuis. ». Tarbell s'intéresse particulièrement aux sciences, et elle commence à comparer le paysage qui l'entourait en Pennsylvanie avec ce qu'elle apprend à l'école : « Ici, j'étais soudainement sur un terrain qui signifiait quelque chose pour moi. Depuis l'enfance, les plantes, les insectes, les pierres étaient ce que je voyais quand j'allais dehors, ce que je ramenais à la maison pour les presser, les mettre en bouteilles, les collectionner à la maison... Je n'avais jamais réalisé qu'ils étaient des sujets d'étude... L'école est soudain devenue passionnante. ».
Tarbell, première de la classe, finit le lycée à Titusville et poursuit des études de biologie au Allegheny College à Meadville (Pennsylvanie) en 1876, où elle était la seule femme de sa classe de 41 élèves. Tarbell s'intéresse à la biologie évolutive - dans sa maison d'enfance, elle passait de nombreuses heures avec un microscope - et dit de son intérêt pour la science : « La quête de la vérité était née en moi... la plus essentielle des quêtes de l'Homme. ». L'un des professeurs de Tarbell, Jeremiah Tingley, lui permet d'utiliser le microscope du collège pour ses études et Tarbell l'utilise pour étudier le Necture tacheté, un amphibien de 30 cm de long qui utilise à la fois des branchies et un poumon et que l'on pensait être un chaînon manquant.
Tarbell se distingue à Allegheny : elle est l'un des membres fondateurs de la sororité locale qui devient le chapitre Mu de la sororité Kappa Alpha Theta en 1876. Elle était membre de la société littéraire féminine du campus, la Ossoli Society, nommée d'après l'écrivain Margaret Fuller Ossoli, et écrivait pour la publication de la société, Mosaic.
Tarbell obtient son Bachelor of Arts (baccalauréat ès arts en français) en 1880 et un Master of Arts (maîtrise en arts en français) en 1883. Tarbell soutiendra ensuite l'université en siégeant au conseil d'administration, auquel elle est élue pour la première fois en 1912. Elle fut la deuxième femme à occuper le poste de membre du conseil d'administration et le conserve pendant plus de trois décennies.

### Début de sa carrière

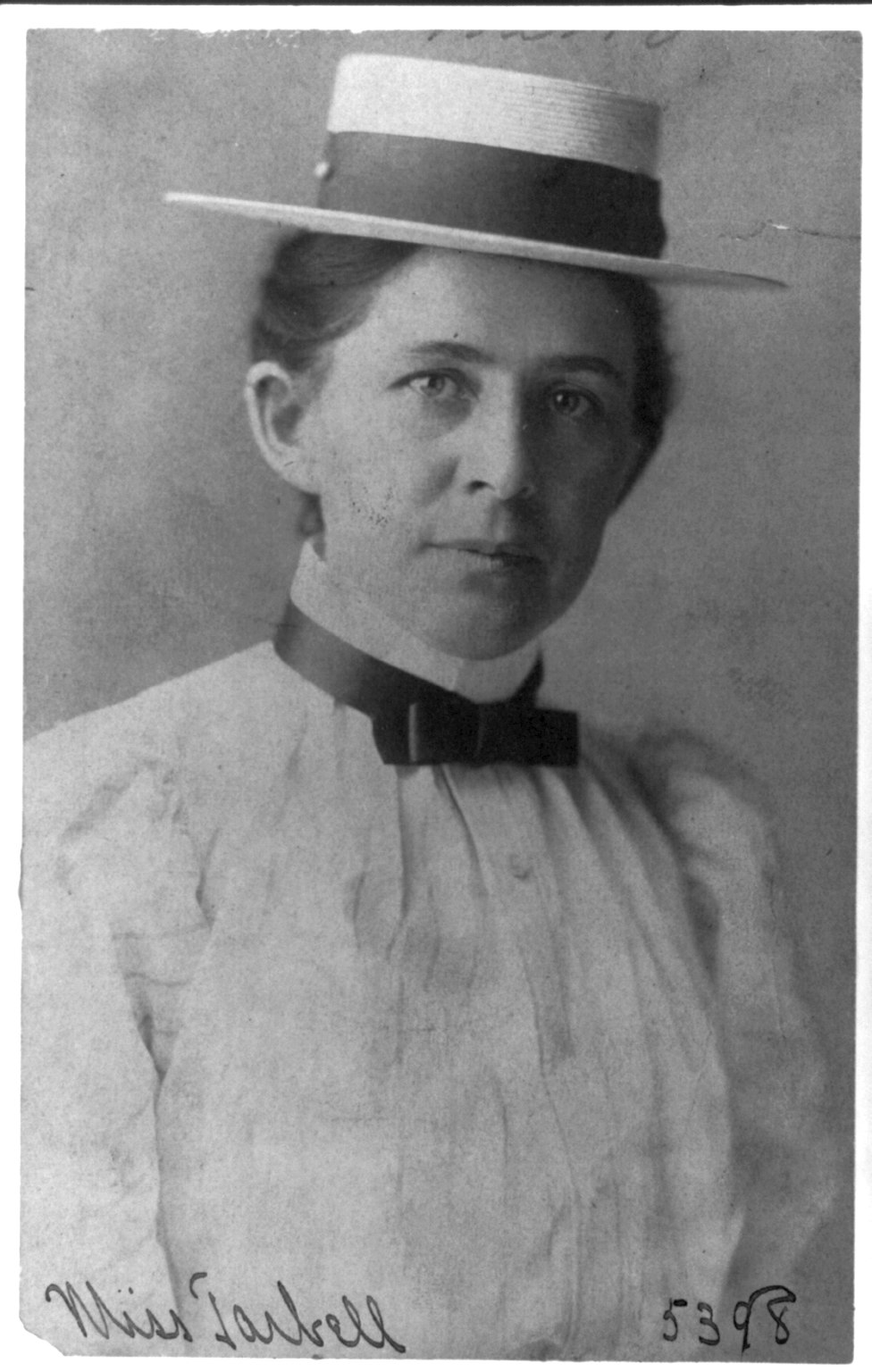
Ida Minerva Tarbell en 1890.

Tarbell quitte le système universitaire en voulant contribuer à la société, mais ne sachant pas comment s'y prendre, elle devient par défaut enseignante. Elle commence sa carrière comme directrice d'un séminaire à Poland, près de Youngstown (Ohio), en août 1880,. Tarbell y enseigne la géologie, la botanique, la géométrie et trigonométrie ainsi que des langues : grec, latin, français et allemand. Au bout de deux ans, elle se rend compte que l'enseignement ne lui convient pas, et rentre chez elle : elle est épuisée par la charge de travail et exaspérée par les bas salaires qui l'obligent à emprunter de l'argent à ses parents.
Tarbell retourne en Pennsylvanie, où elle rencontre Theodore L. Flood, rédacteur en chef de The Chautauquan, un supplément papier pour des cours à distance, basé à Chautauqua (New York). La famille de Tarbell connaissait ce mouvement qui encourageait l'éducation des adultes et la formation personnelle. Elle accepte rapidement l'offre de Flood d'écrire pour la publication. Au départ, Tarbell travaille deux semaines au siège à Meadville (Pennsylvanie), et deux semaines à la maison, ce qui lui permet de poursuivre chez elle ses propres études en biologie à l'aide de microscopes. Elle devient directrice de la rédaction en 1886.
Tarbell commence à écrire de brefs articles pour le magazine, puis de plus en plus longs à mesure qu'elle trouve son style d'écriture et sa voix. Son premier article est intitulé "The Arts and Industries of Cincinnati" (« Les arts et industries à Cincinnati »), et est publié en décembre 1886. Selon le biographe Steve Weinberg, c'est à ce moment-là que Tarbell établit un style qui allait perdurer tout au long de sa carrière : « Tarbell imprégnait ses articles, essais et livres d'une morale fondé sur sa rectitude absolue. Cette rectitude, tout en suggérant parfois l'inflexibilité, animait son envie de changement, un élément vital dans sa future confrontation avec Rockefeller. ».
Tarbell écrit deux articles qui illustrent ses points de vue contradictoires sur les rôles des femmes, qui la suivront tout au long de sa vie. L'article de Tarbell, "Women as Inventors" (« Les inventrices »), fut publié dans le numéro de mars 1887 de The Chautauquan. C'est un article écrit par 
Mary Lowe Dickinson (en) affirmant que le nombre de femmes titulaires de brevets est d'environ 300 et que les femmes ne deviendront jamais des inventeurs à succès qui éveille la curiosité de Tarbell ; et elle commence sa propre enquête. Tarbell se rend au Bureau des brevets à Washington, D.C. et rencontre le chef du département, R. C. McGill. McGill avait dressé une liste de près de 2 000 femmes. Dans son article, Tarbell écrit : « Trois choses qu'il vaut la peine de savoir et de croire : les femmes ont inventé un grand nombre de choses utiles ; ces brevets ne se limitent pas aux appareils de "vêtements et de cuisine" comme le prétend l'esprit masculin sceptique ; et l'invention est un domaine dans lequel la femme a de grandes possibilités. ». Tarbell continue en avril 1887 avec une présentation des femmes journalistes. L'article aborde l'histoire du journalisme, une description des pratiques et des conseils ; et contient un avertissement : selon elle, bien que le journalisme soit un domaine ouvert aux femmes, celles-ci doivent s'abstenir de verser dans le sentimentalisme et de paraître faibles.
Tarbell, lassée d'être une simple employée, décide de se mettre à son compte après une dispute avec Théodore Flood. Elle suit en cela la philosophie de son père selon laquelle il veut mieux travailler pour soi-même que d'être un employé. Elle commence à faire des recherches sur les figures féminines historiques, notamment Germaine de Staël et Madame Roland, pour s'en inspirer et en faire des sujets d'écriture. La véritable raison de la brouille avec Flood reste un mystère, mais l'une d'entre elles pourrait être la promotion de son propre fils, avant Tarbell.

### Période parisienne
Ida Tarbell s'installe à Paris en 1891 à l'âge de 34 ans. Elle partage un appartement rue du Sommerard (près du Panthéon et de la Sorbonne) avec trois amies qu'elle a connues à la rédaction de The Chautauquan,. Le Paris de cette époque passionne Tarbell et ses amis, qui apprécient notamment l'art impressionniste, comme les toiles de Degas, Monet, Manet et Van Gogh. Tarbell décrit les couleurs de ces œuvres comme « des bleus et des verts qui hurlent, tellement ils sont lumineux et intenses ». Tarbell assiste à un spectacle de cancan au Moulin-Rouge et, dans une lettre à sa famille, elle leur conseille de lire la description qu'en fait Mark Twain dans Le Voyage des innocents, car elle n'aime pas écrire sur ce sujet.
Ida Tarbell avait une vie sociale active à Paris. Elle et ses colocataires organisent un salon de langues où les anglophones et les francophones peuvent se rencontrer et pratiquer leur langue maternelle. Sa logeuse, Madame Bonnet, organise des dîners hebdomadaires pour les quatre femmes et ses autres locataires. Parmi ces locataires se trouvaient de jeunes hommes venus d'Égypte, dont le prince Saïd Toussoun, cousin du souverain égyptien. Tarbell rencontre aussi Charles Downer Hazen, futur historien français et professeur au Smith College, avec qui elle a peut-être eu une liaison.
Ida Tarbell entreprend de faire carrière en tant qu'écrivain à Paris. Elle subvient à ses besoins en écrivant pour plusieurs journaux américains, dont le Pittsburgh Dispatch, le Cincinnati Times-Star et le Chicago Tribune. Tarbell publie aussi une nouvelle, France Adorée, dans le numéro de décembre 1891 du Scribner's Magazine,. Ce travail, et son activité de tutorat, aident Tarbell financièrement pour qu'elle puisse confortablement travailler à sa première biographie : un livre sur Madame Roland, une salonnière influente pendant la Révolution française. Ses recherches l'amènent à rencontrer Léon Marillier, un descendant de Manon Roland qui lui donne accès aux lettres de la salonnière et à ses papiers de famille. Marillier invite aussi Tarbell à visiter le domaine de Madame Roland, Le Clos.
Tarbell poursuit son éducation à Paris, et apprend les techniques d'investigation et de recherche utilisées par les historiens français. Elle assiste à des conférences à la Sorbonne, notamment sur l'histoire de la Révolution française, la littérature du XVIIIe siècle, et la peinture d'époque. Elle apprend des historiens français une façon de présenter des preuves dans un style clair et convaincant.
Ida Tarbell commence son travail en admirant Madame Roland, mais perd ses illusions au fur et à mesure de ses recherches. Tarbell apprend que Manon Roland, qui suivait en tous points son mari, n'était pas la libre-penseuse qu'elle avait imaginée et qu'elle était complice de la création d'une atmosphère violente, menant à la Terreur et à sa propre exécution,. Tarbell écrit à propos de Madame Roland : « Cette femme avait été l'une des influences des plus constantes pour la violence ; prête, voire désireuse, d'utiliser cette terrible force révolutionnaire, si déconcertante et terrifiante pour moi, pour parvenir à ses fins, se croyant naïvement avec ses amis assez forts pour la contrôler lorsqu'ils n'en auraient plus besoin. Le coup le plus dur porté à ma confiance en moi jusqu'à présent a été la perte de ma foi en la révolution comme arme divine. Jamais depuis que j'ai découvert que le monde n'a pas été fait en six jours... n'avais-je été aussi bouleversée intellectuellement et spirituellement. ».
À cette époque, Tarbell reçoit une mauvaise nouvelle : l'associé de Franklin Tarbell s'est suicidé, laissant Franklin endetté. Puis un choc : en consultant tardivement un journal de juillet 1892, elle apprend que Titusville, sa ville natale, a été complètement détruite par une inondation et un incendie : Oil Creek avait débordé et des matériaux inflammables sur l'eau s'étaient enflammés et avaient explosé. Plus de 150 personnes étaient mortes, et Tarbell craignait que sa famille ne soit parmi elles, mais elle fut soulagée lorsqu'elle reçut un télégramme concis qui disait : « En sécurité ! ». Sa famille et leur maison avaient été épargnées.

### LeMcClure's Magazine

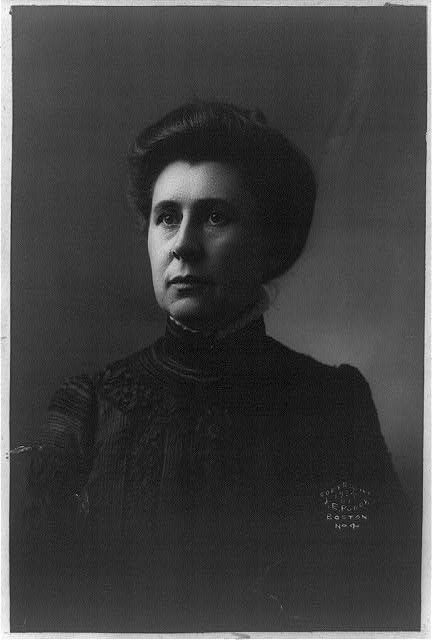
Ida Minerva Tarbell en 1904.

Ida Tarbell avait déjà publié des articles pour le groupe de presse de l'éditeur Samuel McClure, et Samuel McClure avait lu un article de Tarbell intitulé "The Paving of the Streets of Paris by Monsieur Alphand" (« Monsieur Alphand et ses travaux de pavement des rues parisiennes ») qui décrivait comment les Français réalisaient de grands travaux publics. Impressionné, McClure dit à son partenaire John S. Philips : « Cette fille sait écrire ! Nous devons lui demander de travailler pour notre magazine. ». Le magazine auquel il faisait référence était le McClure's Magazine, un nouveau titre que lui et Philips avaient l'intention de lancer pour attirer des lecteurs de la classe moyenne. Convaincu que Tarbell était exactement le genre d'écrivain qu'il voulait voir travailler pour lui, il se présente à sa porte à Paris en 1892, pour lui offrir le poste de rédactrice en chef du nouveau magazine,.
Ida Tarbell décrivit plus tard McClure comme un « feu follet » ; sa visite dure plus longtemps que prévu, il manque son train, et doit emprunter 40 dollars à Tarbell pour se rendre à Genève. Tarbell pensait qu'elle ne reverrait jamais l'argent qui était destiné à ses propres vacances, mais le bureau de McClure lui vire l'argent le lendemain. Tarbell refuse d'abord son offre, pour pouvoir continuer à travailler sur la biographie de Madame Roland, mais McClure était déterminé. Le directeur artistique de McClure's, August Jaccaci, rend également visite à Tarbell pour lui montrer le premier numéro du magazine.
Au lieu de prendre le poste de rédactrice en chef au McClure's, Ida Tarbell commence à écrire des articles en free-lance pour le magazine. Elle écrit des articles sur les intellectuelles et les écrivains parisiens, ainsi que sur les scientifiques. Elle espérait que des articles tels que A Paris Press Woman (« Une femme journaliste à Paris »), publié dans le Boston Transcript en 1893, serviraient de modèle aux femmes journalistes et écrivains. En 1893, elle réalise une interview de Louis Pasteur, lui rendant visite et examinant ses photographies de famille pour le magazine. Elle retournera le voir pour connaître son point de vue personnel sur l'avenir, et cet article évoluera en chronique, intitulée The Edge of the Future (« À la pointe du futur »). Parmi les autres personnes qu'elle rencontre : Émile Zola, Alphonse Daudet et Alexandre Dumas. Tarbell assume le rôle de représentante du magazine à Paris. On lui propose ensuite le poste de rédactrice en chef pour la jeunesse en remplacement de Frances Hodgson Burnett. Une fois sa biographie de Madame Roland terminée, Tarbell rentre aux États-Unis, et rejoint McClure's pour un salaire de 3 000 dollars par an.
Ida Tarbell revient de Paris à l'été 1894, et, après une visite à sa famille à Titusville, s'installe à New York. En juin de la même année, Samuel McClure la contacte afin de lui commander une série d'articles biographiques sur Napoléon Bonaparte,. McClure avait en effet entendu dire que le Century Magazine, le rival de McClure's, œuvrait sur une série d'articles sur Bonaparte. Pour travailler efficacement, Tarbell s'installe à Washington, D.C. dans la maison de Gardiner Greene Hubbard. Tarbell utilise la vaste collection d'objets et documents sur Napoléon qu'Hubbard conserve, ainsi que les ressources de la bibliothèque du Congrès et du département d'État américain. Le planning de Tarbell était serré : le premier volet du livre sort seulement six semaines après le début de son travail. Tarbell appellera son travail une « biographie au gallop ».
Cette série d'articles s'avère être un terrain d'entraînement pour le style et la méthodologie d'Ida Tarbell en matière de biographies. Tarbell croyait en la théorie historique du « Grand homme », c'est-à-dire que des individus extraordinaires peuvent façonner leur société au moins autant que leur société les façonne. Pendant qu'elle travaillait sur Napoléon, Tarbell est présentée à l'historien Herbert B. Adams, de l'université Johns-Hopkins. Adams croyait en « l'interprétation objective des sources primaires », ce qui allait également devenir la méthode de Tarbell pour écrire ses sujets. Adams enseignait également au Smith College et était un partisan de l'éducation des femmes.
Cette série d'articles consolide la réputation de Tarbell en tant qu'écrivain, lui ouvrant de nouvelles portes. La série Napoléon s'avère populaire et a permis de doubler le tirage du magazine McClure's pour s'établir à plus de 100 000 exemplaires, et quadrupler le nombre de lecteurs pour le septième épisode final sur Napoléon. Tous les articles comprenaient des illustrations issues de la collection de Gardiner Greene Hubbard. Ils sont rassemblés en un livre qui sera un best-seller et dont Tarbell touchera les droits jusqu'à la fin de sa vie, puisque plus de 70 000 exemplaires de la première édition furent imprimés. Tarbell dira que son essai sur Napoléon a bouleversé ses plans. Mais grâce à sa popularité, Tarbell trouve un éditeur (les éditions Scribner) pour son livre sur Madame Roland.
Tarbell continue de faire preuve de ses talents de chercheuse et d'écrivain en travaillant sur sa série en 20 épisodes, La vie d'Abraham Lincoln. Au début, Tarbell hésite à se lancer dans un travail sur Lincoln ; mais elle se souvenait de la nouvelle de son assassinat et de la réaction de ses parents : son père rentrant de son magasin, sa mère « enfouissant son visage dans son tablier, courant dans sa chambre en sanglotant comme si son cœur allait se briser ». Cette série d'articles était une autre tentative du McClure's pour concurrencer une série d'articles du Century Magazine qui avait été écrite par les secrétaires privés de Lincoln, John Nicolay et John Hay. Lorsque Tarbell s'adresse pour la première fois à John Nicolay, celui-ci lui répond que lui et Hay ont écrit « tout ce qui valait la peine d'être raconté sur Lincoln ». Tarbell décide de commencer par les origines de Lincoln et ses humbles débuts. Elle parcourt le pays pour rencontrer et interviewer des personnes qui ont connu Lincoln, y compris son fils Robert Todd Lincoln, qui montre à Tarbell un daguerréotype ancien et inédit de Lincoln dans sa jeunesse. Elle retrouve la trace d'un discours perdu de Lincoln, prononcé en 1856, en retrouvant un ami de Lincoln, Henry Clay Whitney, qui prétendait avoir pris des notes ; puis en confirmant ses notes par d'autres témoins. La version du discours de Whitney fut publiée dans le McClure's, mais a depuis été réfutée par d'autres historiens.
Les recherches de Tarbell dans les régions reculées du Kentucky et de l'Illinois lui permettent de découvrir la véritable histoire de l'enfance et de la jeunesse de Lincoln. Elle s'entretient avec plus d'une centaine de personnes qui connaissaient ou avaient rencontré Lincoln, puis suit les pistes et confirme ses sources. Elle envoie des centaines de lettres à la recherche d'images de Lincoln et trouve des lettres et discours de Lincoln inédits. Lors d'une visite au Knox College, où Lincoln s'opposa à Stephen A. Douglas en 1858, Ida Tarbell rencontre John H. Finley, le jeune président de l'université qui allait plus tard contribuer aux travaux de Tarbell sur la Standard Oil et devenir le rédacteur en chef du New York Times. Tarbell se rend ensuite en Europe et découvre qu'une rumeur selon laquelle Lincoln aurait demandé à la reine Victoria de ne pas reconnaître la Confédération est en fait fausse.